# 江成常夫
江成 常夫（えなり つねお、1936年10月8日 - ）は、日本の写真家。九州産業大学名誉教授。
アメリカに住む日本人の戦争花嫁や中国残留孤児、旧満洲国、原爆など主に日本の負の遺産を撮った写真で知られる。また近年は九州産業大学教授、ニッコールクラブ会長、ニコンサロン運営委員も務めた。
1998年、右脇の下に悪性腫瘍が見付かり、2000年5月手術を行い回復したが、現在も闘病中である。また、この経験から、自分自身や身近にある何気ない風景にも眼を向けたテーマで写真を撮っている。

## 経歴
- 1936年、神奈川県相模原市生まれ。
- 1962年、東京経済大学経済学部卒業。毎日新聞東京本社に入社。
- 1974年、毎日新聞社を退社後、フリーランスとなる。

## 受賞歴
- 1977年、日本写真協会新人賞
- 1981年、木村伊兵衛写真賞
- 1985年、土門拳賞
- 2002年、紫綬褒章[1]
- 2010年、旭日小綬章

## 著作
- 『ニューヨークの百家族』(平凡社、1976年)
- 「アサヒカメラ」別冊『花嫁のアメリカ』（朝日新聞社、1980年）
- 『花嫁のアメリカ』（単行本）（講談社、1981年）
- 『百肖像』（毎日新聞社、1984年）
- 『シャオハイの満州』（集英社、1984年）
- 『花嫁のアメリカ』（講談社文庫、1984年）
- 『花嫁のニッポン』（講談社、1986年）
- 『シャオハイの満州』（新潮文庫、1988年）
- 『ニューヨーク日記』（平凡社、1989年）
- 『まぼろし国・満州』（新潮社、1995年）
- 『記憶の光景・十人のヒロシマ』（新潮社、1995年）
- 『山河風光　相模川の四季』（相模経済新聞社、1998年）
- 『花嫁のアメリカ歳月の風景　1978−1998』（集英社、2000年）
- 『ヒロシマ万象』（新潮社、2002年）
- 『レンズに映った昭和』（集英社新書、2005年)
- 『生と死の時」(平凡社、2006年)
- 『鬼哭の島』(朝日新聞出版、2011年)

## ドキュメンタリー
- こころの時代「レンズで見つめた生と死の時」（2020年3月29日、NHK Eテレ）[2]